# Arnicastrum
Arnicastrum là một chi thực vật có hoa trong họ Cúc (Asteraceae).

## Loài
Chi Arnicastrum gồm các loài: